# Attaque à Mumbai
Pour plus de détails, voir Fiche technique et Distribution.
Attaque à Mumbai (Hotel Mumbai) est un drame historique indo-australo-américain coécrit et réalisé par Anthony Maras en 2018. Inspiré par le documentaire Surviving Mumbay retraçant les attaques terroristes à Bombay de novembre 2008, le film est plus particulièrement centré sur le Taj Mahal Palace, l'une des cibles de ces attaques terroristes.
Le film a été présenté pour la première fois le 7 septembre 2018 au Festival international du film de Toronto, avec une première en Australie au Festival du film d'Adélaïde le 10 octobre 2018, suivie d'une sortie en salle en Australie le 14 mars 2019, puis aux États-Unis le 22 mars 2019.

## Synopsis
Novembre 2008, à Bombay (Mumbai), la ville est frappée par une dizaine d'attentats terroristes dans des lieux de grande fréquentation. Des hommes armés prennent notamment d'assaut le palace Taj Mahal Palace & Tower, tuant délibérément, par balles ou à la grenade, tout client ou personnel qu'ils trouvent, prenant en otage des clients étrangers, puis mettant le feu à l'hôtel. Le film suit notamment, des clients qui tentent de s'échapper et des employés du palace qui tentent de les mettre en sécurité, comme le chef du restaurant et un serveur indiens qui vont risquer leur vie pour protéger leurs clients. On suit un couple de touristes étrangers avec un bébé, accompagnés de leur nourrice et un client russe. Quelques policiers locaux essayent d'arrêter les assassins, sans succès car moins bien armés. Les forces spéciales arrivent enfin et en neutralisent 9 sur 10.

## Fiche technique
- Titre original : Hotel Mumbai
- Titre français : Attaque à Mumbai
- Réalisation : Anthony Maras
- Scénario : John Collee et Anthony Maras
- Montage : Peter McNulty et Anthony Maras
- Photographie : Nick Remy Matthews
- Musique : Volker Bertelmann

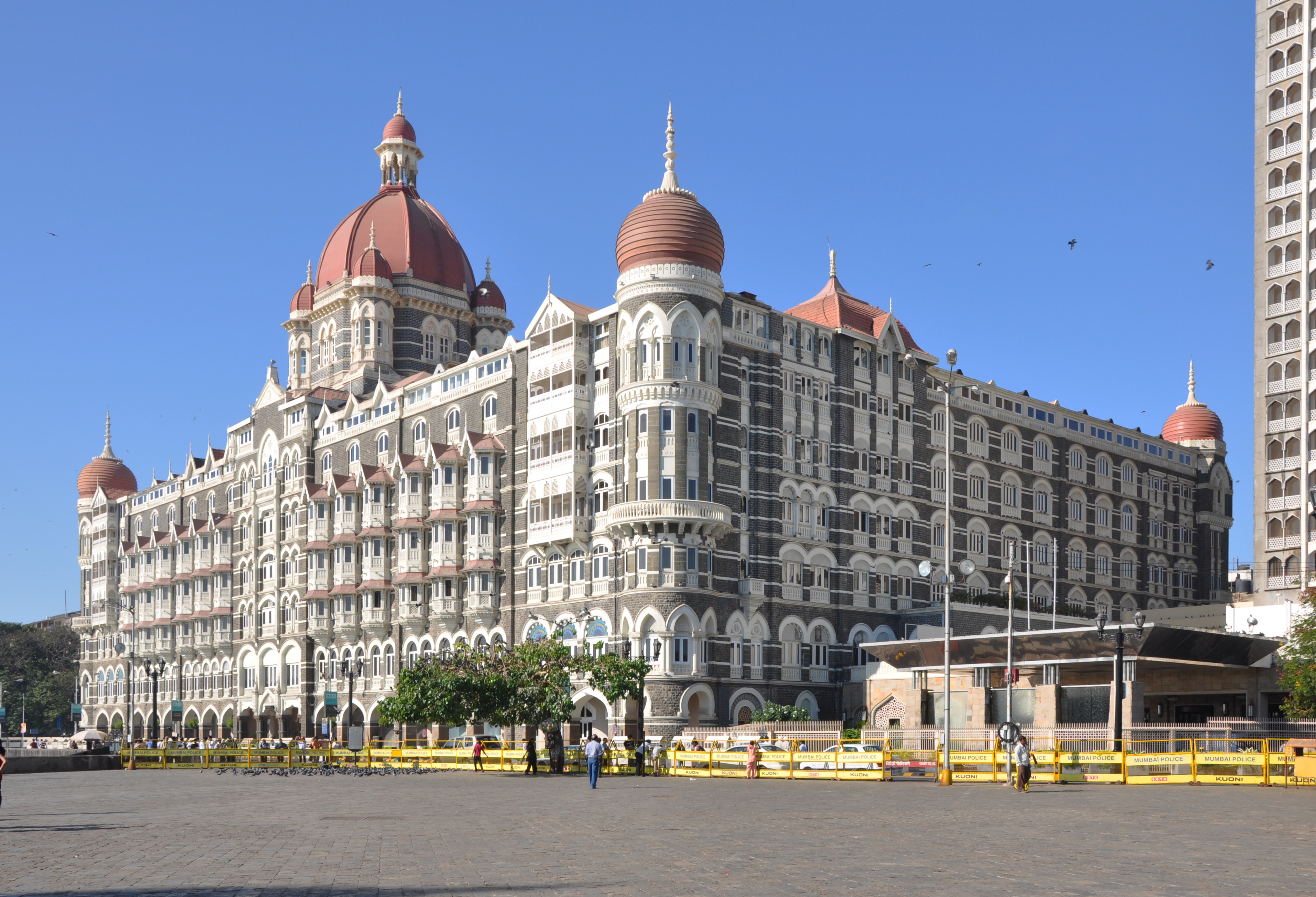
Le Taj Mahal Palace, lieu principal de l'action

- Production : Basil Iwanyk, Gary Hamilton, Andrew Ogilvie, Jomon Thomas, Mike Gabrawy, Julie Ryan et Brian Hayes
- Sociétés de production : Thunder Road Pictures, Arclight Films, Electric Pictures, Xeitgeist Entertainment Group et ShivHans Pictures
- Société de distribution : Bleeker Street
- Pays d'origine :  Australie,  Inde,  États-Unis
- Langue originale : anglais
- Format : couleur
- Genre : thriller, drame historique
- Durée : 123 minutes
- Dates de sortie  :
  - Canada : 7 septembre 2018 (Festival international du film de Toronto)
  - États-Unis : 22 mars 2019
  - France : 4 juillet 2019 (VOD)

Classification : Interdit aux moins de 16 ans au cinéma et à la télévision (notamment sur Canal+)

## Distribution

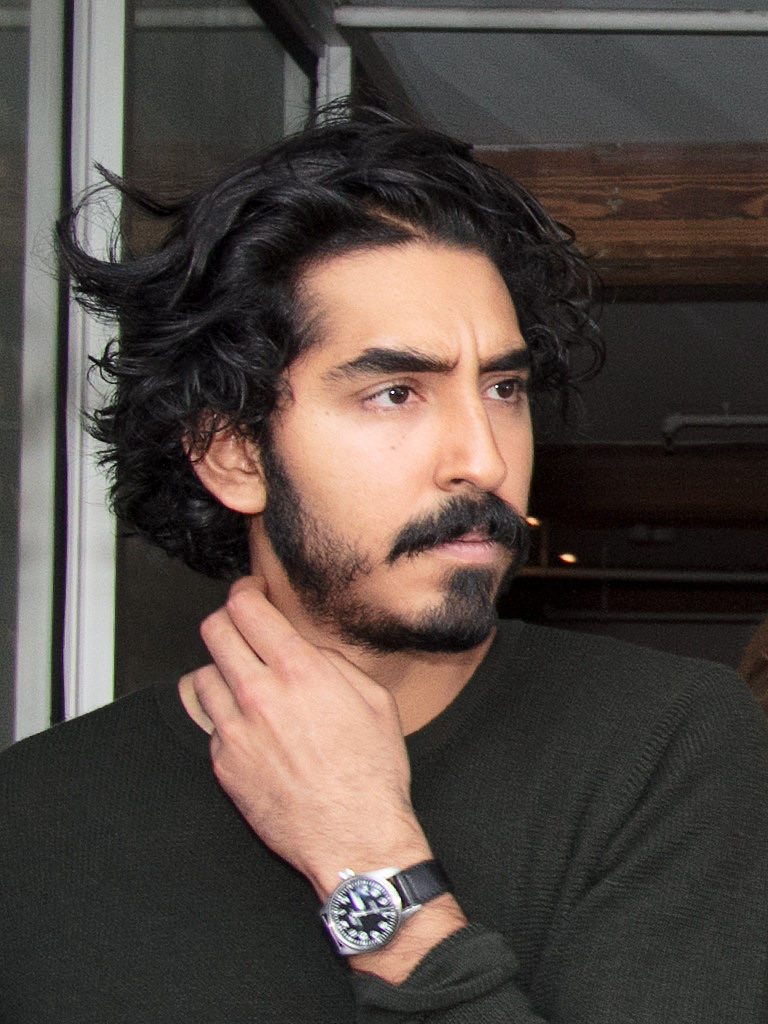
Dev Patel joue le rôle d'Arjun, un serveur de l'hôtel

- Dev Patel (VF : Juan Lorca) : Arjun
- Armie Hammer (VF : Valentin Merlet) : David
- Nazanin Boniadi (VF : Charlotte Corréa) : Zahra Kashani
- Anupam Kher (VF : Omar Yami) : Chef Hemant Oberoi
- Tilda Cobham-Hervey (VF : Élisabeth Ventura) : Sally
- Jason Isaacs (VF : Bernard Gabay) : Vasili
- Alex Pinder (VF : Gilbert Lévy)  : Butler Jamon
- Amandeep Singh : Imran
- Suhail Nayyar : Abdullah
- Gaurav Paswala (VF : Benoît Du Pac) : Sanjay
- Natasha Liu Bordizzo (VF : Geneviève Doang) : Bree
- Angus McLaren (VF : Franck Lorrain) : Eddie
- Yash Trivedi : Ajay
- Vipin Sharma (VF : Éric Marchal) : Dilip
- Manoj Mehra : Houssam
- Carmen Duncan (VF : Colette Venhard) : Lady Wynn
- Naina Sareen (VF : Alice Taurand) : Lani
- Amrit Singh : Ismail
- Dinesh Kumar : Rashid
- Adithi Kalkunte : Dimple
- Mohammad Arafat Sarguroh : Summer King
- Sandeep Bhojak : Portier
- Kapil Kumar Netra : Ajma

Version Française : HIVENTY ; Adaptation : Philippe Sarrazin ; Direction Artistique : Benoit Du Pac ; Enregistrement : Damien Davandant ; Voix additionnelles : Ariane Aggiage, Chantal Baroin, Romain Altché, Patricia Spehar, Jean-François François, Jérémie Bedrune

## Réception critique
Pour Le Parisien, le film est un « thriller très efficace » avec une reconstitution des événements « remarquablement documentée ». La Nouvelle République juge le « casting étincelant » et la « tension extrême », l'émotion étant d'autant plus forte qu'Anthony Maras à mêlé des images d'archives à son film.
The Times of India estime que sur le plan technique, Attaque à Mumbai est un film bien ficelé. La cinématographie, la conception sonore et la musique de fond sont de premier ordre. La tension et la peur sont palpables presque à chaque minute. Le journal regrette néanmoins que le récit recoure à quelques scènes artificielles qui rompent le flux et, que jusqu'au générique de clôture, il ne divulgue aucune information de fond concernant les terroristes de Lashkar-e-Toiba qui ont perpétré l'attaque. Le film, selon le journal, a également l'avantage de rappeler « le courage extraordinaire des gens ordinaires ».